# Lebia solea
Lebia solea är en skalbaggsart som beskrevs av Nicholas Marcellus Hentz. Lebia solea ingår i släktet Lebia och familjen jordlöpare. Inga underarter finns listade i Catalogue of Life.

## Bildgalleri

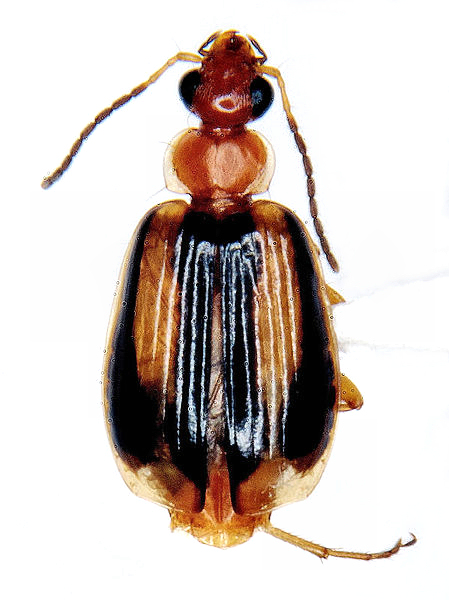